# Al-Hussein (tanque)
El tanque rector Al-Hussein es una evolución creada en base de la mayoría de los componentes mecánicos del carro de combate inglés Challenger 1, que fuera sustituido tras la llegada del Challenger 2 al Royal Army en 1995.

## Desarrollo
El FV4030/4 (Challenger 1), fue el carro de combate principal del Ejército Británico desde 1983 hasta mediados de los años 1990, cuando fue reemplazado por el Challenger 2. El Challenger fue construido por la Royal Ordnance Factories (ROF). El diseño de la Military Vehicles and Engineering Establishment (MVEE) cercana a Chobham en Surrey, estuvo originado en un encargo iraní por una versión mejorada del confiable Chieftain. El resultado fue el  FV4030/1, el FV4030/2 Shir (León) y el 4030/3 Shir 2. Con la caída del Sha en Irán y el colapso del proyecto británico MBT80, el ejército inglés se volvió el cliente y el tanque fue modificado para cumplir los estándares de Europa Occidental. Por un breve tiempo el tanque fue nombrado Cheviot antes de tomar el nombre Challenger, nombre ya usado por un tanque Cruiser de la Segunda Guerra Mundial.
En 1986 la ROF (y la línea de producción del tanque) fue adquirida por Vickers Defence Systems, luego Alvis Vickers. Luego de la llegada del Challenger 2 al Ejército Británico, el destino del Challenger 1 se volvió incierto a pesar de su desempeño ejemplar, por encima de lo presupuestado en sus inicios. Es por ello que se decidió el vender dichas unidades a algún país aliado, siendo el reino de Jordania quien lo adquiriese finalmente, pero decidió el modificarlo profundamente para adaptarlo a sus necesidades específicas de este tipo de material, al reemplazar su torreta original por una de desarrollo local, conocida por el mismo nombre del nuevo blindado, que como novedad puede ser operada remota y/o automáticamente, lo que redujo su tripulación automática y drásticamente para los estándares de los carros modernos.
Actualmente es utilizado por las Fuerzas Armadas Reales Jordanas tras importantes modificaciones, en donde es conocido como Al-Hussein. Las variantes jordanas fueron actualizadas a un estándar similar al del Challenger 2 y ahora están incorporando una torreta no tripulada denominada Falcon Turret.

## Características
El aspecto más revolucionario del diseño del Challenger 1 fue el blindaje Chobham, que da una protección muy superior al blindaje de acero convencional. Este blindaje ha sido adoptado por otros, el más notable es el M1 Abrams norteamericano. Además de mantenerse dicha ventaja, la torreta híbrida Al-Hussein hace que el tanque tenga una ventaja nunca vista en esta clase de vehículos militares, como la de tener tan sólo 2 tripulantes, en vez de los tres o cuatro que operan sus pares en otros modelos. También añade otra característica, que es la de poder montar como arma principal cañones tanto de procedencia local (réplicas del cañón calibre 105 mm), como diseños foráneos (el cañón CTG 120 suizo, o el L11 inglés).

## Usuarios
- Jordania

Real Fuerza Terrestre Jordana - La totalidad de los 392 Challenger 1 fueron modificados localmente a éste estándar, por lo que dicho tanque es ahora conocido como al-Hussein.

### Desarrollos relacionados
- Challenger 1

### Vehículos similares
- Tipo 99 A2
- P'ookpong Ho (M-2002)
- K1
- K2 Black Panther
- M1 Abrams A2
- AMX-56 Leclerc
- Arjun
- / T-90 "Bhishma"
- Zulfiqar 3
- C1 Ariete
- Merkava IV
- Tipo 90
 Tipo 10
- Challenger 2 LIP
- T-14 Armata
 T-80UM2
 T-90
- / Stridsvagn 122
- T-90AM
- PT-91 Twardy
- M-84AS (M-2001)
- M-95 Degman
- TR-125
- MİTÜP Altay
- T-84 Oplot-M

### Listas relacionadas
- Anexo:Tanques de combate principal por generación